# Mike Tebulo
Mike Tebulo (ur. 5 czerwca 1985 w Zomba) – malawijski lekkoatleta specjalizujący się w biegu długodystansowym.
Brał udział w maratonie na Letnich Igrzyskach Olimpijskich 2012, zajmując 44. miejsce.